# Giuseppe Scimone
Giuseppe Scimone (Aversa, 28 luglio 1945 – Roma, 30 settembre 2007) è stato un criminale italiano, esponente dell'organizzazione malavitosa romana Banda della Magliana, noto alle cronache per un suo presunto coinvolgimento nel caso Emanuela Orlandi.

## Biografia
Nato ad Aversa, è vissuto sin da giovanissimo a Roma, dove si era trasferito con la famiglia. Nei primi anni settanta strinse rapporti con importanti esponenti della malavita romana, tra cui Danilo Abbruciati, Ettore Maragnoli ed Enrico De Pedis, con i quali commise svariati furti, per i quali fu arrestato per la prima volta nel 1978.

### Il percorso nella Banda della Magliana
A partire dal 1980 si occupò prevalentemente di rapine nelle banche nella zona di Testaccio e nel quartiere Appio-Latino, spesso insieme a Libero Angelico. Negli anni successivi fu attivo anche come venditore di sostanze stupefacenti

### Il presunto coinvolgimento nel caso Emanuela Orlandi
Il coinvolgimento di Giuseppe Scimone nella scomparsa di Emanuela Orlandi, cittadina vaticana figlia di un commesso della Prefettura della Casa Pontificia, sparita in circostanze misteriose all'età di 15 anni il 22 giugno del 1983 a Roma, emerse già negli anni novanta, dalle indagini della magistratura romana che seguirono alle dichiarazioni di alcuni pentiti che lo chiamarono in causa come uno degli aiutanti di De Pedis, il quale avrebbe eseguito materialmente il sequestro per ordine dell'allora capo dell'Istituto per le Opere di Religione (IOR), monsignor Paul Marcinkus. 
Nel 2004 il suo nome venne fatto anche dalla collaboratrice di giustizia Sabrina Minardi, quale uno dei collaboranti; sempre secondo la testimonianza della stessa, la Orlandi fu assassinata sei o sette mesi dopo il sequestro e il suo cadavere occultato all'interno di una betoniera nei pressi di Torvajanica, in un luogo sperduto, dove nessuno avrebbe mai cercato.
Le dichiarazioni della Minardi, benché riconosciute dagli inquirenti come incoerenti, anche a causa dell'uso di stupefacenti da parte della donna attirarono nuovamente l'attenzione degli investigatori quando, mesi dopo, venne rinvenuta la BMW che la stessa Minardi raccontò di aver utilizzato per il trasporto della Orlandi; appartenuta in quel periodo ad un comune cittadino, risultò precedentemente essere stata di proprietà del faccendiere Flavio Carboni. Scimone morì nel 2007.

## La riapertura del processo e il caso della Nunziatura apostolica
L'11 marzo 2010, in seguito alla riapertura del caso Orlandi, venne fatto il suo nome come uno dei .
Nel 2018 uscì la notizia che probabilmente le ossa di Emanuela Orlandi erano custodite in una tomba presso Villa Giorgina, proprio adiacente al palazzo che fu di proprietà di Scimone dal 1983 al 1985.
Nel 2021 si scoprì invece che queste ossa non erano appartenenti alla quindicenne scomparsa nel 1983.